# João Agripino da Costa Doria Neto
João Agripino da Costa Doria Neto (Salvador, 3 de fevereiro de 1919 — São Paulo, 17 de outubro de 2000), foi um publicitário, psicólogo, advogado e deputado federal brasileiro. Bacharel em direito, era filiado ao Partido Democrata Cristão (PDC). Também ficou conhecido por ter sido um dos criadores do Dia dos Namorados no Brasil. É pai do ex-governador de São Paulo, João Doria Junior.

## Biografia
Nascido na cidade de Salvador, na Bahia, filho de Nelson da Costa Doria e Maria Geraldina de Oliveira Dória, sua mãe pertencia à tradicional família Barbosa de Oliveira, sendo prima de Rui Barbosa.
Iniciou seus estudos em casa. Posteriormente, de 1930 a 1935, frequentou o Ginásio Carneiro Ribeiro, em Salvador. Em 1935, tornou-se revisor da Imprensa Oficial do Estado da Bahia.
Em 1936, ingressou no curso pré-jurídico do Ginásio da Bahia, deixando a Imprensa Oficial para tornar-se, no ano seguinte, funcionário da Secretaria da Fazenda e Tesouro do Estado. Deixou o cargo em 1938, ano em que ingressou na Faculdade de Direito da Universidade Federal da Bahia e foi nomeado redator-chefe do Departamento Estadual de Imprensa e Propaganda, além de oficial-de-gabinete de Landulfo Alves, interventor federal na Bahia durante o Estado Novo. Paralelamente, atuou em jornais locais, como O Imparcial e O Estado da Bahia, até 1942.
Em 1942, transferiu-se para o Rio de Janeiro (então Distrito Federal) com a intenção de completar seu curso de direito na então Universidade do Brasil. Entretanto, interrompeu os estudos no ano seguinte para voltar à atividade jornalística na capital federal. Trabalhou ainda como auxiliar técnico no gabinete do secretário-geral do Instituto Brasileiro de Geografia e Estatística (IBGE), antes de começar a se dedicar à publicidade, tornando-se redator da Standard Propaganda S.A. em 1944. No ano seguinte, seria nomeado diretor da filial de São Paulo e, em 1948, diretor-vice-presidente da empresa.
Em 1951, deixou a Standard Propaganda e assumiu a presidência da empresa criada por ele mesmo - Doria Associados Propaganda, à frente da qual permaneceria até meados da década de 1960.
Nas eleições de outubro de 1962, obteve uma vaga de suplente de deputado federal pela Bahia na legenda do Partido Democrata Cristão (PDC), ao qual se filiara em 1961, assumindo o mandato em junho de 1963,  incorporando-se à Frente Parlamentar Nacionalista, que apoiava o presidente João Goulart. Após o Golpe de 64, foi incluído na primeira lista de punições do Ato Institucional nº 1, de 9 de abril de 1964. Teve seu mandato cassado e seus direitos políticos suspensos por dez anos.
Após a cassação, partiu para o exílio em Paris. Lá, graduou-se em psicologia pela Universidade de Paris (Sorbonne), em 1967, e, em 1969, obteve o mestrado nessa mesma área, pela Universidade de Sussex, na Inglaterra.
Posteriormente, tornou-se diretor comercial de uma empresa exportadora de vinhos na Argentina, retornando ao Brasil em 1974. Nesse ano, montou a empresa Pro-Service Editora, em sociedade com o ex-deputado federal José Aparecido de Oliveira, e inaugurou no Brasil o Instituto Mind Power, do qual tornou-se presidente e ficou à frente até dezembro de 1992. Nesse período, também ocupou por algum tempo, a vice-presidência internacional do Institut for Mind Power Development.
João Doria casou-se pela primeira vez com Maria Sílvia Dias Doria, com quem teve dois filhos. Um deles, o jornalista, empresário e político João Doria Junior, se elegeu Prefeito de São Paulo em 2016, e posteriormente Governador do Estado de São Paulo em 2018. Viúvo, Doria casou-se com Tânia Pereira Henrique Doria, com quem teve mais dois filhos, Raphael e Marcelo Henrique Doria. Divorciando-se da segunda esposa, casou-se pela terceira vez com Maria Teresa Doria.

### Dia dos Namorados
A criação do Dia dos Namorados em data diferente da comemorada no exterior deu-se quando João Doria era presidente de uma empresa publicitária que representava a Exposição Clíper, uma conceituada loja da década de 1940 em São Paulo. Para alavancar a vendas no mês de junho, que não tinha nenhum feriado comercial, ele criou o slogan "não é só com beijos que se prova o amor". A data escolhida foi 12 de junho, segundo ele o dia antecede a comemoração de Santo Antônio, considerado o santo casamenteiro. Com isso a empresa conseguiu um prêmio de agência do ano.